# Veinticinco de Mayo (departamento de San Juan)
Veinticinco de Mayo é um departamento da Argentina, localizado na 
província de San Juan.